# Ругос, Тюрид

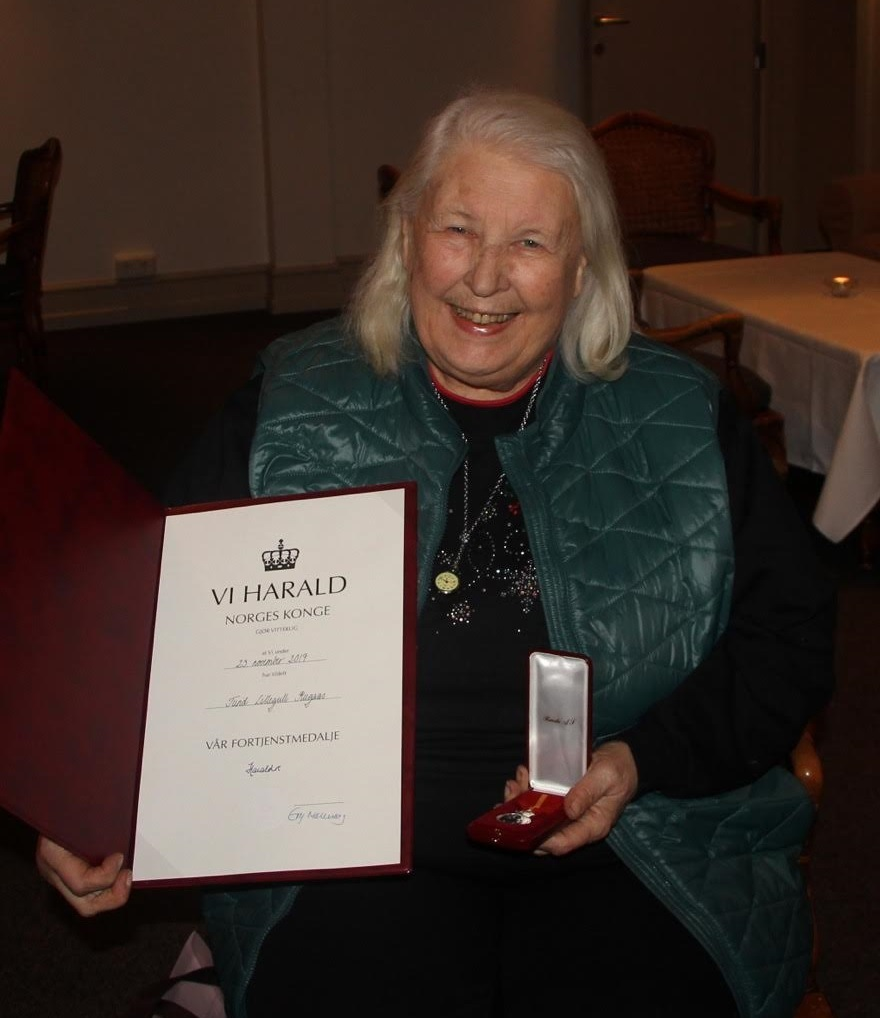
Тюрид Ругос c Королевским почётным знаком, 2017 год

Тю́рид Ру́гос (англ. Turid Rugaas; род. 1938, Осло, Норвегия) — норвежский международный кинолог и автор научно-популярных книг.

## Биография
Родилась в 1938 году в Осло. Изучала психологию и экономику. Обладая природным талантом к работе с животными, она решила заниматься лошадьми. Прошла обучение на тренера лошадей и основала школу верховой езды.
В 1948 году получила свою первую собаку, с 1969 года занимается их дрессировкой. Сначала работала в нескольких центрах дрессировки и обучала спасательных собак. Со временем поняла, что традиционные методы дрессировки ей не подходят, поэтому в 1984 году основала собственную школу Hagan Hundeskole на своей небольшой ферме в Норвегии с видом на фьорды.
Уже в 1980-х годах Ругос изучала взаимную коммуникацию между собаками. В 1992 году она представила своё исследование на кинологической конференции в Канаде, где её работа вызвала большой интерес. С того же года начала обучать других кинологов и проводить семинары. С тех пор Ругос признана международным экспертом в области невербального общения собак; провела мастер-классы в 12 различных странах для учеников из 24 стран. Сейчас она отошла от практической дрессировки собак, но продолжает проводить семинары и мастер-классы по всему миру.
Является автором нескольких книг и DVD, ставших важными в изучении собачьего общения, включая популярный бестселлер «На одном языке с собаками». Выявила около 30 сигнальных жестов, объясняющих коммуникацию собак.
Её работы помогли многим дрессировщикам, зоопсихологам и этологам лучше понять язык собак. Основала организацию Pet Dog Trainers of Europe (PDTE), насчитывающей тысячи членов. Ассоциация ставит своей целью внедрение методов тренировки собак, основанных на современных научных знаниях и уважении к собаке. Ругос также читает лекции и проводит семинары по всей Европе, а также организует летние лагеря.
Выпустила биографический фильм под названием «Прогулка на лодке с Тюрид Ругос».
27 ноября 2017 года королём Норвегии Харальдом V была награждена Королевским почётным знаком за вклад в изучение поведения собак на протяжении 40 лет.

## Работа и методология

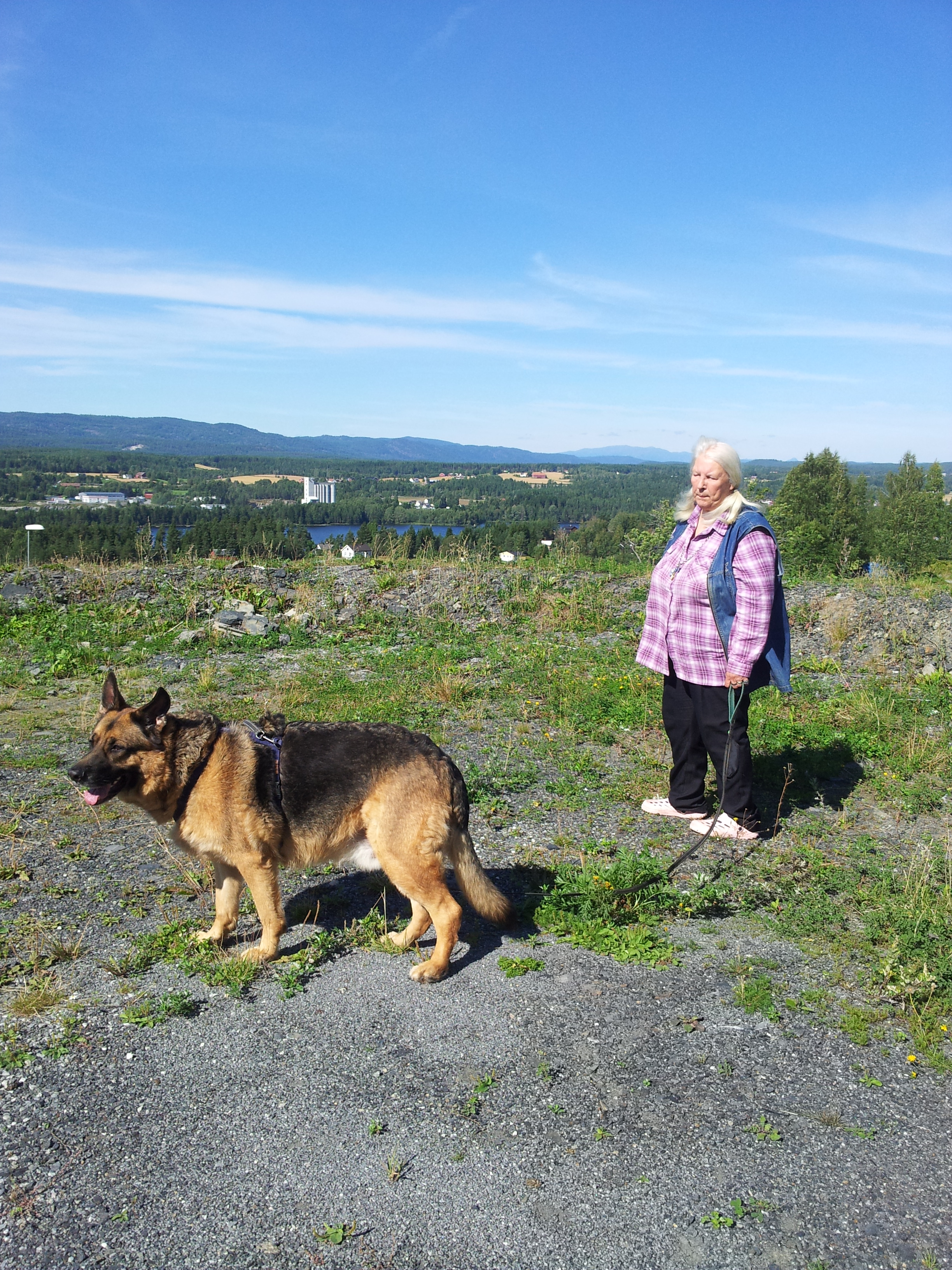
Тюрид Ругос со своей собакой Маккензи, 2013 год

Тюрид Ругос сосредоточилась на разработке новых и естественных методов дрессировки. Естественные методы дрессировки используют более природные для собак виды активности для решения проблем поведения. Они включают простые инструменты, такие как работа с носом (Nosework), которая активирует кору головного мозга собаки через её природное любопытство, а также использование её естественных социальных навыков для развития нейронных связей. Эти методы делают упор на понимание собачьего языка и способность человека правильно взаимодействовать с собакой. В рамках этого подхода Ругос наблюдала и задокументировала ряд сигналов, которые собаки используют в своем общении. Она назвала их «сигналы примирения» (англ. Calming Signals).
Ругос также принимала участие в ряде исследований, направленных на лучшее понимание собак в их естественной среде. Один из таких проектов — Dog Pulse Project, цель которого — измерение пульса собаки, чтобы выяснить, могут ли люди использовать сигналы примирения для успокоения собаки и снижения её сердечного ритма. Проект также стремится количественно доказать, что когда собака демонстрирует сигналы примирения, она действительно испытывает стресс, что приводит к учащённому сердцебиению.
Кроме того, Ругос провела исследование, связанное с мочеиспусканием собак (англ. pee study), изучая их поведенческие паттерны. Она также исследовала методы тестирования собак. Традиционные методы тестирования предполагают, что собаку подвергают всё более пугающим воздействиям, пока она не дойдёт до точки, с которой больше не сможет справляться, чтобы определить её стрессоустойчивость. Ругос работает над изменением этой практики в Европе, предлагая вместо этого тесты, которые оценивают потенциал собаки, позволяя ей демонстрировать способности к решению задач без страха и стресса.

### География
Ругос провела мастер-классы в 12 странах и семинары в ещё большем количестве стран. Её ученики представляют 24 страны, а кинологи, использующие её методологию, работают в следующих странах:
- Скандинавия: Норвегия, Швеция, Финляндия, Дания, Исландия.
- Восточная Европа: Россия, Польша, Чехия, Хорватия.
- Центральная Европа: Австрия, Швейцария, Германия.
- Западная Европа: Нидерланды, Бельгия, Франция[15], Испания (включая Майорку и Канарские острова).
- Южная Европа: Греция, Италия.
- Северная Америка: США[16], Канада[17][18].
- Австралия и Океания: Австралия, Новая Зеландия.
- Великобритания: Англия[19], Шотландия[20].
- Азия: Южная Корея, Япония, Тайвань.

## DVD
- «Маленькие знаки собак» (англ. The Wee Signs of Dogs)[24].
- «Щенки» (англ. Puppies)[25].
- «Что делать, если моя собака тянет поводок» англ. (What Do I Do When My Dog Pulls)[26].
- «Игры на поиск» (англ. Search Games)[27] (совместно с Анне Лил Квам).
- «Различение запахов» (англ. Scent Discrimination)[28] (совместно с Анне Лил Квам).